# Цагаан-Уул
Цагаан-Уул (монг.  Цагаан-Уул, «белая гора») — сомон в аймаке Хувсгел. Расположен в юго-западной части аймака. Граничит с Россией (на северо-западе), аймаком Завхан (на юго-востоке), сомонами: Цэцэрлэг (на западе), Баянзурхэ (на севере), Арбулаг (на северо-востоке), Бурэнтогтох (на юго-востоке).
Площадь составляет 5870 км², из них 5190 км² занимают пастбища. Население на 2005 год — 5145 человек. Административный центр — Шарга, расположен в 138 км к западу от города Мурэн и в 840 км от Улан-Батора.
По данным на 2004 год, в сомоне было примерно 61 000 коз, 81 000 овец, 7600 коров и яков, 8700 лошадей и 640 верблюдов.